# Mayfair
Mayfair é uma área do centro da Região de Londres, no canto leste do Hyde Park na Cidade de Westminster, na Região de Londres, na Inglaterra. O distrito é principalmente comercial, com muitas das antigas casas sendo convertidas em escritórios de grandes corporações, embaixadas e também negócios imobiliários e de fundo de cobertura. Ainda existem algumas residências além de shoppings e restaurantes, além da maior concentração de hotéis de cinco estrelas em Londres. Mayfair foi nomeada em homenagem a feira May Fair que ocorria anualmente durante duas semanas entre 1686 e 1764.
É conhecido também por ser o local de nascimento de Isabel II do Reino Unido em 21 de abril de 1926.

## Geografia
A área de Mayfair fica no bairro londrino de Westminster e consiste principalmente na propriedade histórica de Grosvenor, juntamente com as propriedades de Albemarle, Berkeley, Burlington e Curzon. É limitado a oeste por Park Lane, ao norte pela Oxford Street, a leste pela Regent Street e ao sul pela Piccadilly. Além das estradas delimitadoras, ao norte está Marylebone, ao leste, Soho e ao sudoeste, Knightsbridge e Belgravia.
Mayfair é cercado por um parque; Hyde Park e Green Park correm ao longo de sua fronteira. O Grosvenor Square, de 8 acres (3,2 ha), está aproximadamente no centro de Mayfair e é a peça central da área, contendo inúmeras propriedades caras e desejáveis.

## História

### História antiga
Houve especulações de que os romanos se estabeleceram na área antes de estabelecer Londínio, após análise do alinhamento das estradas romanas. Almanack de Whitaker sugeriu que Aulo Plautino estabeleceu um forte perto da junção de Park Street e Oxford Street durante a conquista romana da Grã-Bretanha em 43. enquanto esperava por Cláudio; a teoria foi desenvolvida mais completamente em 1993, com uma proposta que em torno do forte uma cidade romana se formou, que foi abandonada mais tarde como estando muito longe do Tâmisa. A proposta foi contestada devido à falta de evidências arqueológicas. Se houvesse um forte, acredita-se que o perímetro teria sido o local onde hoje ficam a moderna Green Street, a North Audley Street, a Upper Grosvenor Street e a Park Lane, e que a Park Street teria sido a estrada principal pelo centro. Esta área era conhecida como a mansão de Eia no Domesday Book, e de propriedade de Geoffrey de Mandeville após a conquista normanda. Posteriormente foi dado à Abadia de Westminster, que a possuiu até 1536, quando foi assumida por Henrique VIII.
Mayfair foi principalmente campos abertos até o desenvolvimento começou na área de Shepherd Market por volta de 1686-8 para acomodar a Feira de Maio que se mudou de Haymarket em St. James por causa da superlotação. Havia alguns edifícios antes de 1686 - uma cabana em Stanhope Row, datada de 1618, que foi destruída na Blitz no final de 1940. Uma fortificação da Guerra Civil Inglesa do século XVII foi estabelecida no que é hoje a Mount Street em Mayfair, e conhecida como Oliver. Monte pelo século XVIII.

### A feira de maio
A Feira de Maio foi realizada todos os anos na Great Brookfield (que agora faz parte da Curzon Street e Shepherd Market) de 1 a 14 de maio. Foi estabelecido durante o reinado de Eduardo I, onde a área além de St. James era de campos abertos. A feira foi registrada como "Saint James's Fayer por Westminster" em 1560. Foi adiada brevemente em 1603 por causa da peste, mas continuou durante todo o século XVII. Em 1686, a feira mudou-se para o que é agora Mayfair. No dia 18, atraiu vários showmen, malabaristas e esgrimistas e inúmeras atrações de feiras. As atrações populares incluíam combates desiguais, concursos de semolina e corridas de pé de mulheres.
No reinado de Jorge I, a Feira de Maio caiu em descrédito e foi considerada um escândalo público. O 6º Conde de Coventry, que morava em Piccadilly, considerou a feira um incômodo e liderou uma campanha pública contra ela junto com os moradores locais. Foi abolido em 1764. Uma das razões para o subsequente boom do desenvolvimento imobiliário da Mayfair foi manter as atividades de classe baixa.

### Propriedades da família Grosvenor

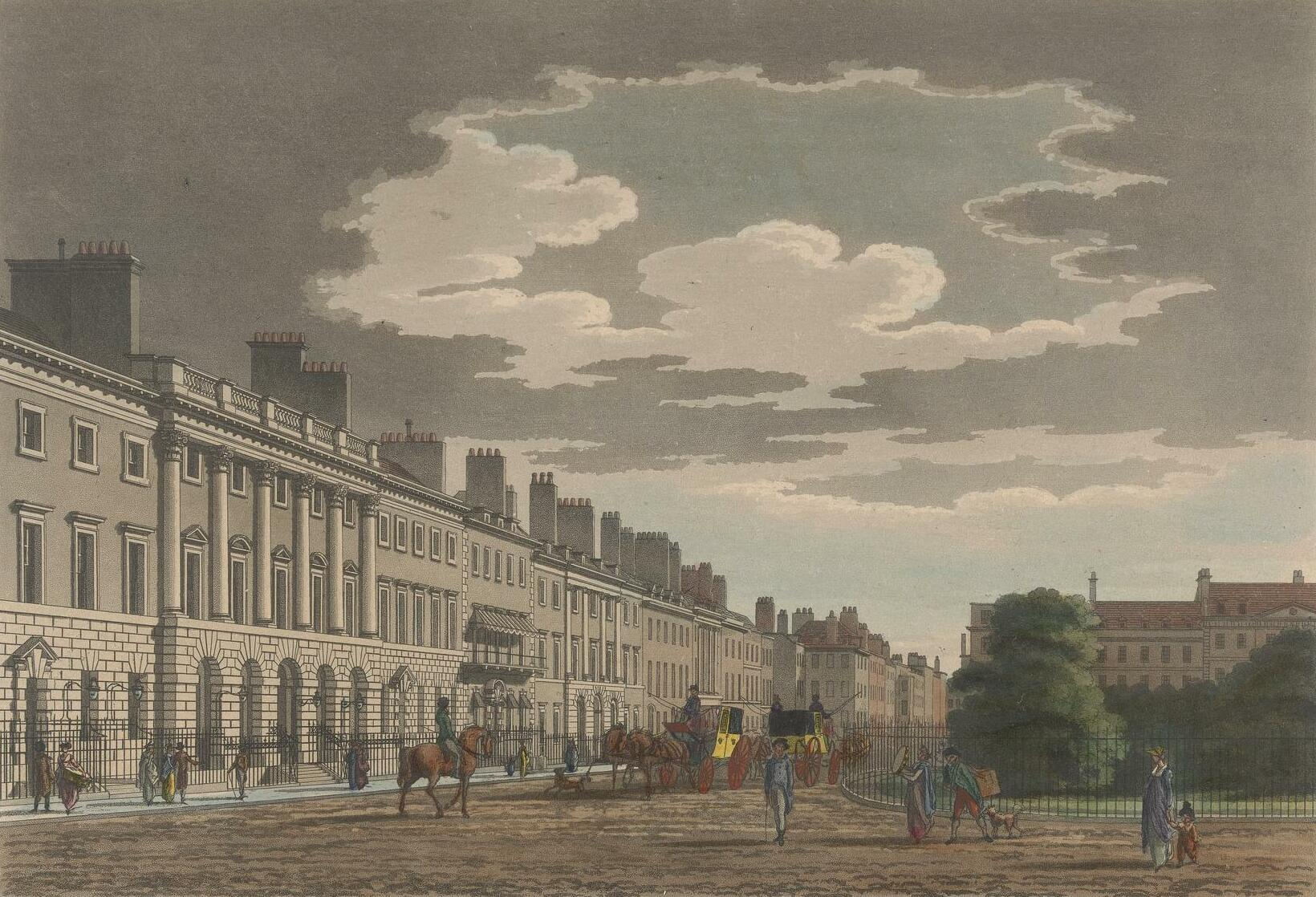
Grosvenor Square é a peça central de Mayfair, e é nomeado após o nome da família Grosvenor do Duque de Westminster.

Com base no que hoje é Mayfair começou na década de 1660, inicialmente na esquina da Piccadilly, e progrediu ao longo do lado norte daquela rua. A Burlington House foi construída em1664 por John Denham, mas foi vendida dois anos depois a Richard Boyle, 1º Conde de Burlington, que pediu a Hugh May para completá-la. A casa foi amplamente modificada ao longo do século XVIII e é a única desta época a sobreviver até ao presente.
As origens do grande desenvolvimento em Mayfair começaram quando Sir Thomas Grosvenor, terceiro barão, casou-se com Mary Davis, herdeira de parte da Manor of Ebury, em 1677. A família Grosvenor ganhou 500 acres (200 ha) de terra, dos quais cerca de 100 acres ( 40 ha) ficavam ao sul da Oxford Street e a leste de Park Lane. Foi referido como "The Hundred Acres" nos primeiros atos.
Em 1721, o jornal londrino informou que "o terreno sobre o qual a Feira de Maio anteriormente foi realizada é marcado por uma grande praça, e várias ruas e casas finas devem ser construídas sobre ela". Sir Richard Grosvenor, 4th Barão pediu ao topógrafo Thomas Barlow para projetar um layout de rua, que sobreviveu quase intacto até os dias atuais, apesar da maioria das propriedades serem reconstruídas. Barlow propôs uma grade direta de ruas largas e retas, com um grande espaço como peça central. Edifícios foram construídos aqui em rápida sucessão, e em meados do Século XVIII, foi coberto de casas. Grande parte da terra era baseada em sete propriedades - Burlington, Millfield, Conduit Mead, Albemarle Ground, Berkeley, Curzon e, mais importante, Grosvenor. Das propriedades originais construídas em Mayfair, apenas a propriedade de Grosvenor sobrevive intacta e pertence à mesma família, que posteriormente se tornou Duque de Westminster em 1874. A rua Chesterfield é uma das poucas ruas de Mayfair que ainda possui propriedades do século XVIII em ambos os lados, com uma única exceção, e é provavelmente a estrada menos alterada na área.

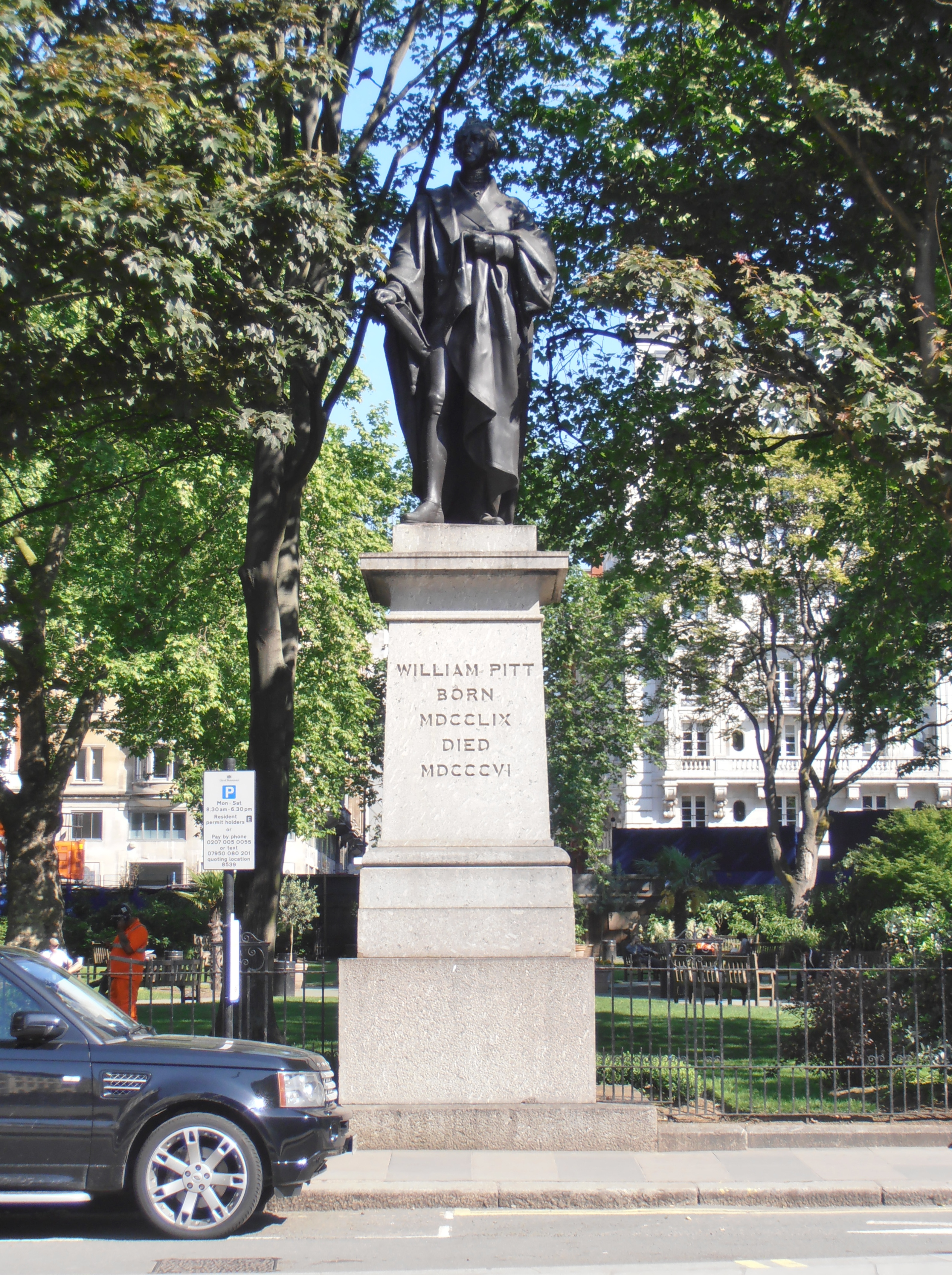
Estátua de William Pitt, o Jovem, em Hanover Square.

A Hanôver Square foi a primeira das três grandes praças a serem construídas em Mayfair. Foi nomeado após o rei George I, que também foi conhecido como o eleitor de Hanôver, logo após sua ascensão ao trono em 1714. As casas originais na praça eram habitadas por "pessoas de distinção", como generais aposentados. Embora a maioria tenha sido demolida, um pequeno número de casas sobreviveu até os dias de hoje. O Hanover Square Rooms tornou-se um local popular para concertos de música clássica, incluindo Johann Sebastian Bach, Joseph Haydn, Niccolò Paganini e Franz Liszt. Há uma grande estátua de William Pitt, o Jovem, no extremo sul da praça.

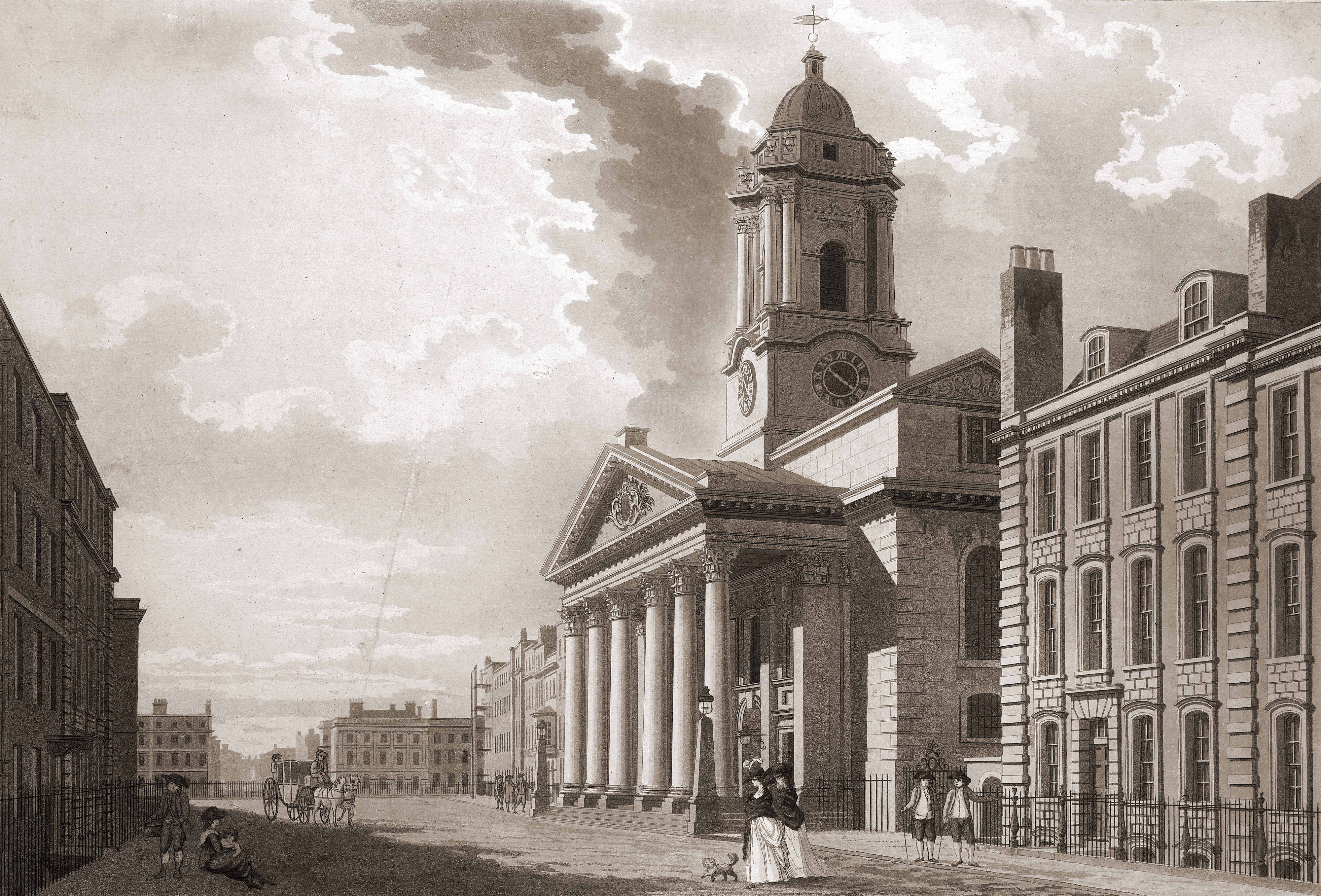
Olhando em direção a St George Hanover Square da St George Street, 1787.

Em 1725, Mayfair tornou-se parte da nova paróquia de St George Hanover Square, indo até a Bond Street e até Regent Street ao norte de Conduit Street. Corria para o norte até Oxford Street e para o sul, perto de Piccadilly. A paróquia continuou no Hyde Park para o oeste e se estendeu para o sudoeste até o Hospital St George. A maior parte da área pertencia (e continua a ser propriedade da) família Grosvenor, embora a propriedade de algumas partes de Mayfair pertença ao Crown Estate. Um suprimento de água para a área foi construído pela Chelsea Water Works, e um mandado real foi emitido em 1725 para um reservatório em Hyde Park que poderia fornecer água para Mayfair, no que é agora Grosvenor Gate. Em 1835, o reservatório foi decorado com uma bacia ornamental e uma fonte em seu centro. Em 1963, após a ampliação de Park Lane, foi reconstruída como a Fonte da Alegria da Vida.
Grosvenor Square foi planejada como a peça central da propriedade de Mayfair. Foi planejado por volta de 1725-31 e continha cerca de 51 parcelas individuais para desenvolvimento. É a segunda maior praça de Londres (depois do Lincoln's Inn Fields) e abrigou numerosos membros da aristocracia até meados do século XX. No final do século XIX, a família Grosvenor era descrita como "a família mais rica da Europa" e os aluguéis anuais para suas propriedades em Mayfair chegavam a £ 135.000 (agora £ 13.530.000). A praça nunca diminuiu em popularidade e continua a ser um endereço de Londres de prestígio no século XXI. Apenas duas casas originais na praça sobreviveram; No. 9, uma vez que a casa de John Adams, e n º 38, que é agora a embaixada da Indonésia.

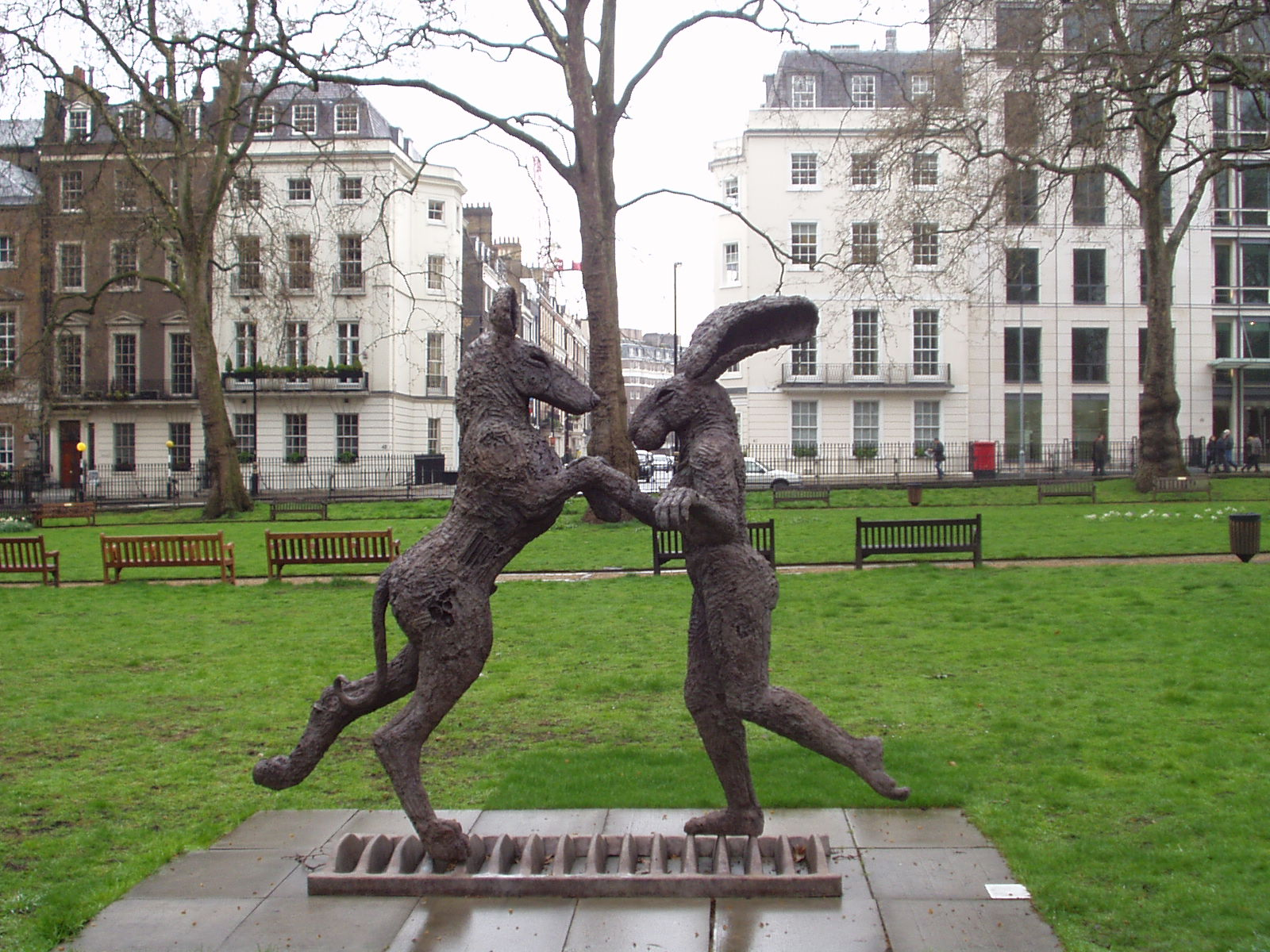
Berkeley Square

A Berkeley House em Piccadilly foi batizada em homenagem a John Berkeley, 1º Barão Berkeley de Stratton, que comprou suas terras e que a cercam pouco depois da Restauração da Monarquia em 1660. Em 1696, a família de Berkeley vendeu a casa e os terrenos para a 1ª. Duque de Devonshire (que o nomeou Devonshire House) na condição de que a vista da parte de trás da casa não seja estragada. Berkeley Square foi colocada na parte de trás da casa na década de 1730; por causa das condições de venda, as casas foram construídas apenas nos lados leste e oeste. O lado oeste ainda tem vários edifícios de meados do século XVIII ao longo dela, enquanto o lado leste agora contém escritórios, incluindo a Berkeley Square House.
A expansão de Mayfair afastou os londrinos da classe alta de áreas como Covent Garden e Soho, que já estavam em declínio no século XVIII. Parte de seu sucesso foi por causa de sua proximidade com o Tribunal de St James e os parques, e por causa do layout bem projetado. Isto levou-o a sustentar a sua popularidade no século XXI. As exigências da aristocracia levaram a vários estábulos, casas de coches e alojamentos dos criados sendo estabelecidos ao longo das calçadas paralelas às ruas. Alguns dos estábulos já foram convertidos em garagens e escritórios.
A família Rothschild possuía várias propriedades Mayfair no século XIX. Alfred de Rothschild viveu no número 1 da Seamore Place e realizou numerosos "jantares de adoração" onde o único convidado era um companheiro feminino. O casamento de seu irmão Leopoldo com Marie Perugia aconteceu aqui em 1881. Foi demolido depois da Primeira Guerra Mundial quando a Rua Curzon foi estendida pelo local para encontrar Park Lane.
Mayfair teve uma longa associação com os Estados Unidos. Acredita-se que Pocahontas tenha visitado a área no início do século XVII. Em 1786, John Adams estabeleceu a embaixada dos EUA na Grosvenor Square. Theodore Roosevelt era casado em Hanover Square, enquanto Franklin D. Roosevelt passava a lua de mel em Berkeley Square. Há um pequeno parque memorial em Mount Street Gardens, com uma coleção de bancos gravados com os nomes de ex-residentes americanos e visitantes de Mayfair.

### História moderna

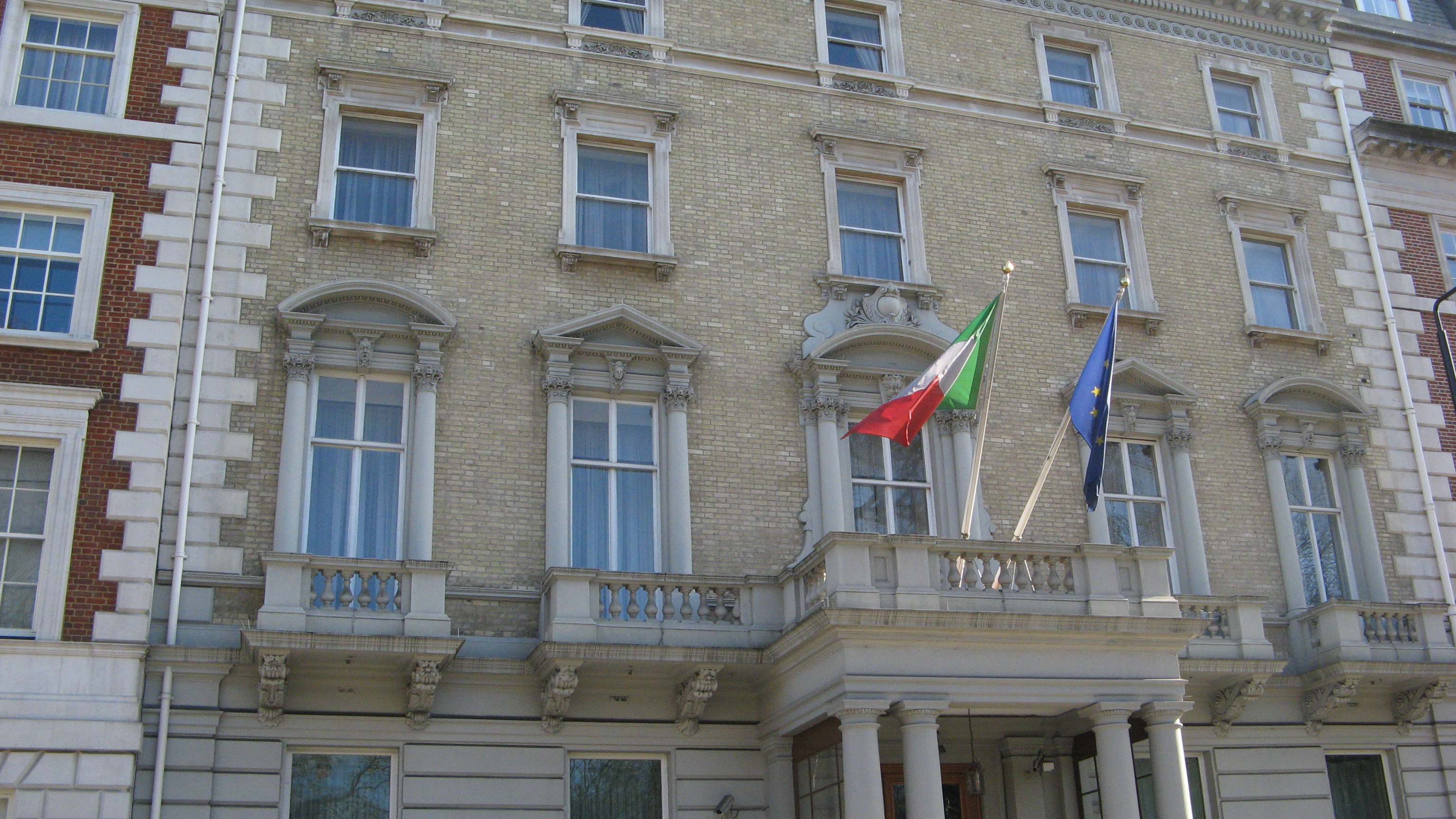
A Embaixada Italiana em Londres está em Mayfair.

A morte de Hugh Grosvenor, primeiro duque de Westminster em 1899, foi um ponto crucial no desenvolvimento de Mayfair, após o qual todos os esquemas de re-desenvolvimento ainda não em operação foram cancelados. Nos anos seguintes, as propostas orçamentárias do governo, como o estabelecimento do welfare state por David Lloyd George em 1909, reduziram bastante o poder dos Lordes. O valor da terra caiu em torno de Mayfair e alguns arrendamentos não foram renovados.
Após a Primeira Guerra Mundial, a classe alta britânica estava em declínio, pois a força de trabalho reduzida significava que os servidores estavam com menos oferta e exigiam salários mais altos. As casas mais grandiosas de Mayfair tornaram-se mais caras e, consequentemente, muitas foram convertidas em embaixadas estrangeiras. O 2º Duque de Westminster decidiu demolir Grosvenor House e construir a Bourdon House em seu lugar. Mayfair atraiu o desenvolvimento comercial depois que grande parte da cidade de Londres foi destruída durante a Blitz, e muitas sedes corporativas foram estabelecidas na área. Várias casas historicamente importantes foram demolidas, incluindo Aldford House, Londonderry House e Chesterfield House.
O Alto Comissariado do Canadá foi estabelecido na Macdonald House no número 1 da Grosvenor Square em 1961. Recebeu o nome do primeiro primeiro-ministro canadense, Sir John A. Macdonald. A Embaixada da Itália está na No. 4 Grosvenor Square.
O distrito tornou-se cada vez mais comercial, com muitos escritórios em casas convertidas e novos edifícios, embora a tendência tenha sido revertida em alguns lugares. A embaixada dos Estados Unidos anunciou em 2008 que mudaria de sua localização há muito estabelecida em Grosvenor Square para Nine Elms, Wandsworth devido a preocupações com segurança, apesar de ter promovido uma melhoria de segurança de £ 8 milhões após os ataques de 11 de setembro, incluindo 1,8 m de altura. paredes. Desde a década de 1990, os imóveis residenciais tornaram-se novamente disponíveis, embora os aluguéis estejam entre os mais altos de Londres. Mayfair continua a ser um dos lugares mais caros para se viver em Londres e no mundo e ainda há algumas lojas exclusivas e a maior concentração de hotéis de luxo e muitos restaurantes de Londres, particularmente em torno de Park Lane e Grosvenor Square.

## Propriedades

### Igrejas

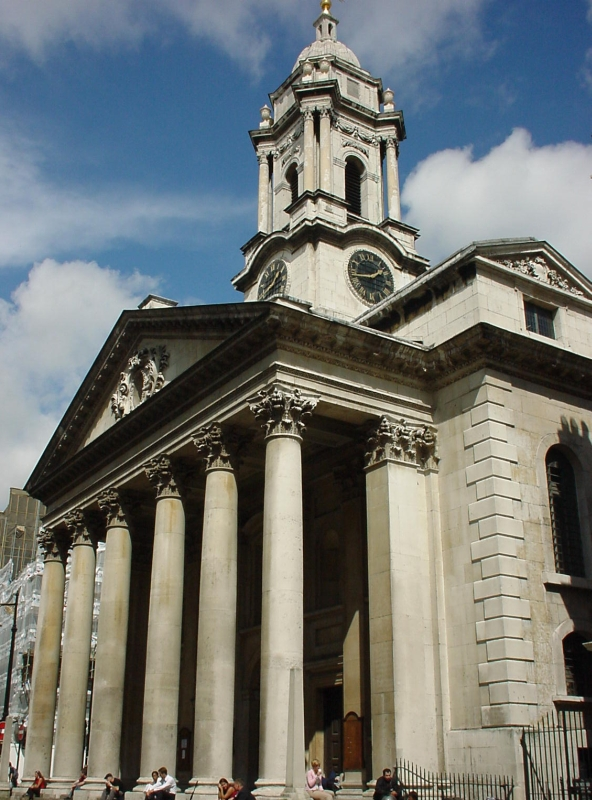
St George's, Hanover Square.

A St. George's, Hanover Square foi construída entre 1721 e 1794 por John James, como uma das 50 novas igrejas seguindo a Comissão para a Construção do 50º Ato de Novas Igrejas em 1711. Possui o primeiro pórtico a ser construído para uma igreja britânica. Várias pessoas historicamente importantes se casaram aqui, incluindo Emma, Lady Hamilton em 1791, o poeta Percy Bysshe Shelley em 1814, e os primeiros-ministros Benjamin Disraeli e H. H. Asquith em 1839 e 1894, respectivamente. A varanda apresenta dois cães de ferro fundido que foram resgatados de uma loja na Conduit Street que foi bombardeada durante a Blitz.
A Grosvenor Chapel fica na South Audley Street em Mayfair, construída por Benjamin Timbrell em 1730 para a Grosvenor Estate. Foi usado pelas forças armadas americanas durante a Segunda Guerra Mundial. Os pais de Arthur Wellesley, 1º duque de Wellington, estão enterrados no cemitério da igreja. 
A capela de Mayfair foi baseada na rua Curzon. Tornou-se um lugar popular para casamentos ilegais, incluindo mais de 700 em 1742, e foi onde James Hamilton, 6º Duque de Hamilton se casou com Elizabeth Gunning em 1752. O Ato de Casamento de 1753 impediu a prática de casamentos sem licença. A capela foi demolida em 1899.

### Hotéis

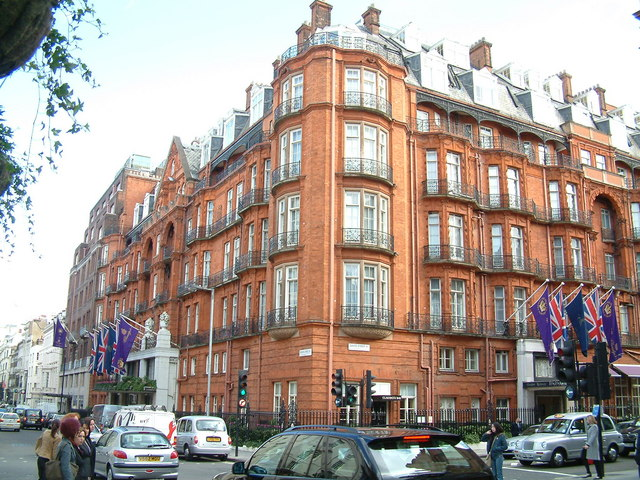
275.99x275.99px

O Claridge's foi fundado em 1812 como o Hotel Mivart's na Brook Street. Foi adquirido por William Claridge em 1855, que deu seu nome atual. O hotel foi comprado pela companhia de Savoy em 1895 e reconstruído em um projeto de tijolo vermelho, e prorrogado novamente em 1931. Várias famílias reais européias no exílio ficaram no hotel durante a Segunda Guerra Mundial. Alexandre, príncipe herdeiro da Iugoslávia, nasceu no hotel em 17 de julho de 1945; o primeiro-ministro Winston Churchill teria declarado que a suíte em que ele nasceu era território iugoslavo.
O London Marriott Hotel Grosvenor Square fica na esquina da Grosvenor Square com a Duke Street e foi o primeiro Marriott Hotel na Grã-Bretanha. Foi inaugurado como o Europa Hotel em 1961, antes de ser comprado pela Marriott em 1985. Era um local popular para os visitantes da embaixada americana.
O Grosvenor House Hotel em Park Lane fica no antigo local de Gloucester House, a casa de Robert Grosvenor, 2º. Earl Grosvenor (mais tarde Robert Grosvenor, 1º Marquês de Westminster). Foi expandido ainda mais por Alfred Octavius em 1928 e agora suporta mais de 450 quartos com 150 apartamentos de luxo na ala sul. Foi o primeiro hotel de Londres a ter sua própria piscina.
O Dorchester é nomeado após Joseph Damer, 1º Conde de Dorchester. O primeiro edifício significativo foi erguido por Joseph Damer em 1751 e renomeado para Dorchester House após a sucessão de Earl em 1792. A propriedade foi comprada por Sir Robert McAlpine e a Sons e Gordon Hotels Ltd em 1928 para ser remodelada e transformada em hotel. abriu em 18 de abril de 1931. Era sede do general Dwight Eisenhower em Londres na Segunda Guerra Mundial, enquanto o duque de Edimburgo realizava sua noite de gala no hotel antes de seu casamento com a princesa Elizabeth.
O May Fair Hotel abriu em 1927 no antigo local da Devonshire House na Stratton Street. Ela acomoda o Teatro Mayfair, inaugurado em 1963.
O Ritz abriu em Piccadilly em 24 de maio de 1906. Foi o primeiro edifício de aço significativo a ser construído em Londres, e é um dos hotéis mais prestigiados e mais conhecidos do mundo.

### Varejo

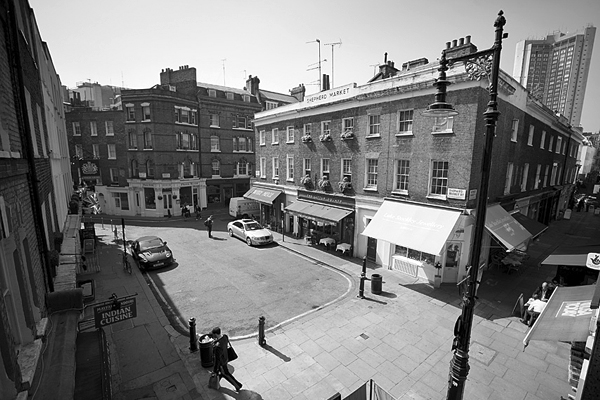
Shepherd Market em 2011

Mayfair incluiu uma variedade de lojas exclusivas, hotéis, restaurantes e clubes desde o século XIX. O bairro - especialmente a área de Bond Street - é também o lar de inúmeras galerias comerciais de arte, bem como de leilões internacionais como Bonhams, Christie's e Sotheby's.
O Tea Shop do Gunter foi estabelecido em 1757, nos números 7 a 8 de Berkeley Square pelo italiano Domenico Negri. Robert Gunter assumiu a co-propriedade da loja em 1777, e a propriedade total em 1799. Durante o século XIX tornou-se um lugar da moda para comprar bolos e sorvetes, e era bem conhecido por sua variedade de bolos de casamento de várias camadas. A loja mudou-se para Curzon Street em 1936, quando o lado leste da Berkley Square foi demolido. Encerrou em 1956, com o negócio de catering sobrevivendo até 1976.
A Mount Street tem sido uma rua popular para lojas desde que o Mayfair foi desenvolvido pela primeira vez no século XVIII. Foi em grande parte reconstruída entre 1880 e 1900, sob a direção do 1º Duque de Westminster, enquanto um asilo próximo foi transferido para Pimlico. Agora abriga um número de lojas que lidam com negócios de luxo.

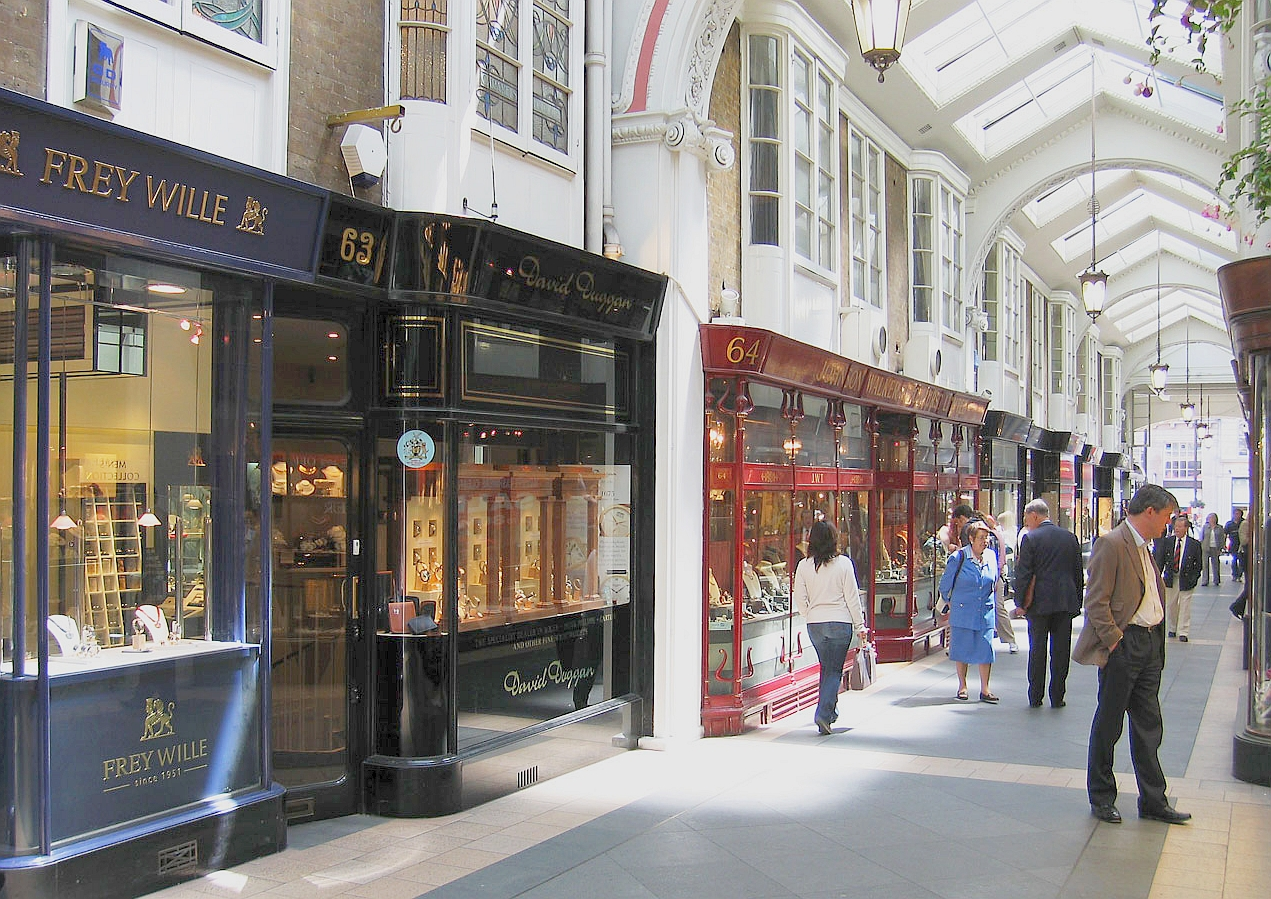
O Burlington Arcade está instalado em Mayfair desde 1819.

O Shepherd Market foi chamado de "centro da aldeia" de Mayfair. Os edifícios atuais datam de cerca de 1860 e compreendem lojas de comida e antiguidades ao lado de bares e restaurantes. O mercado já tinha uma reputação de prostituição de alta classe. Jeffrey Archer foi acusado de freqüentar a área com esse propósito, e foi acusado de visitar Monica Coghlan, uma garota de programa em Shepherd Market, que levou a julgamento por difamação e sua posterior prisão por perverter o curso da justiça.
Logo ao lado de Burlington House é uma das áreas comerciais mais luxuosas de Londres, o Burlington Arcade. Ele foi projetado por Samuel Ware para George Cavendish, 1º Conde de Burlington em 1819. O arcade foi projetado com paredes altas em ambos os lados, principalmente para impedir que os transeuntes jogassem lixo no jardim do Conde. Posse da arcada posteriormente passada para a família Chesham. Em 1911, outro andar foi adicionado por Beresford Pite, que também acrescentou os braços de Chesham. A família vendeu a galeria à Prudential Assurance Company por £ 333.000 (agora £ 17.738.000) em 1926. Ela foi bombardeada durante a Segunda Guerra Mundial e posteriormente restaurada.
O açougueiro Allen de Mayfair foi fundado em uma loja em Mount Street em 1830. Era um dos açougueiros mais conhecidos de Londres e tinha um mandado real de nomeação para fornecer carne para a rainha, além de fornecer vários produtos de alto perfil. restaurantes na área. Após dívidas crescentes, foi vendida para o Raro Butchers of Distinction em 2006. As instalações da Mayfair fecharam em 2015, mas a empresa mantém uma presença on-line.
O restaurante Scott's se mudou da Coventry Street para a rua número 20-22 em 1967. Em 1975, o Exército Republicano Irlandês Provisório (IRA) bombardeou o restaurante duas vezes, matando um e ferindo 15 pessoas.

### Museus e galerias
Mayfair é o lar de inúmeras galerias, o que lhe deu a reputação de ser um centro de arte internacional. A Royal Academy of Arts é baseada na Burlington House. Foi fundada em 1768 por Jorge III e é a mais antiga sociedade de belas artes do mundo. Seu presidente fundador era Sir Joshua Reynolds. A academia realiza aulas, bem como exposições, e os alunos incluíram John Constable e J. M. W. Turner. Mudou-se da Somerset House para a Trafalgar Square em 1837, compartilhando com a National Gallery, antes de se mudar para a Burlington House em 1868. A academia abriga uma conhecida Exposição anual de verão, mostrando mais de 1.000 obras de arte contemporâneas que podem ser enviadas por qualquer pessoa.
A galeria Fine Art Society foi estabelecida na No. 148 New Bond Street, em 1876. Outras galerias populares em Mayfair incluem a Galeria Maddox na Rua Maddox e a Galeria Halcyon.

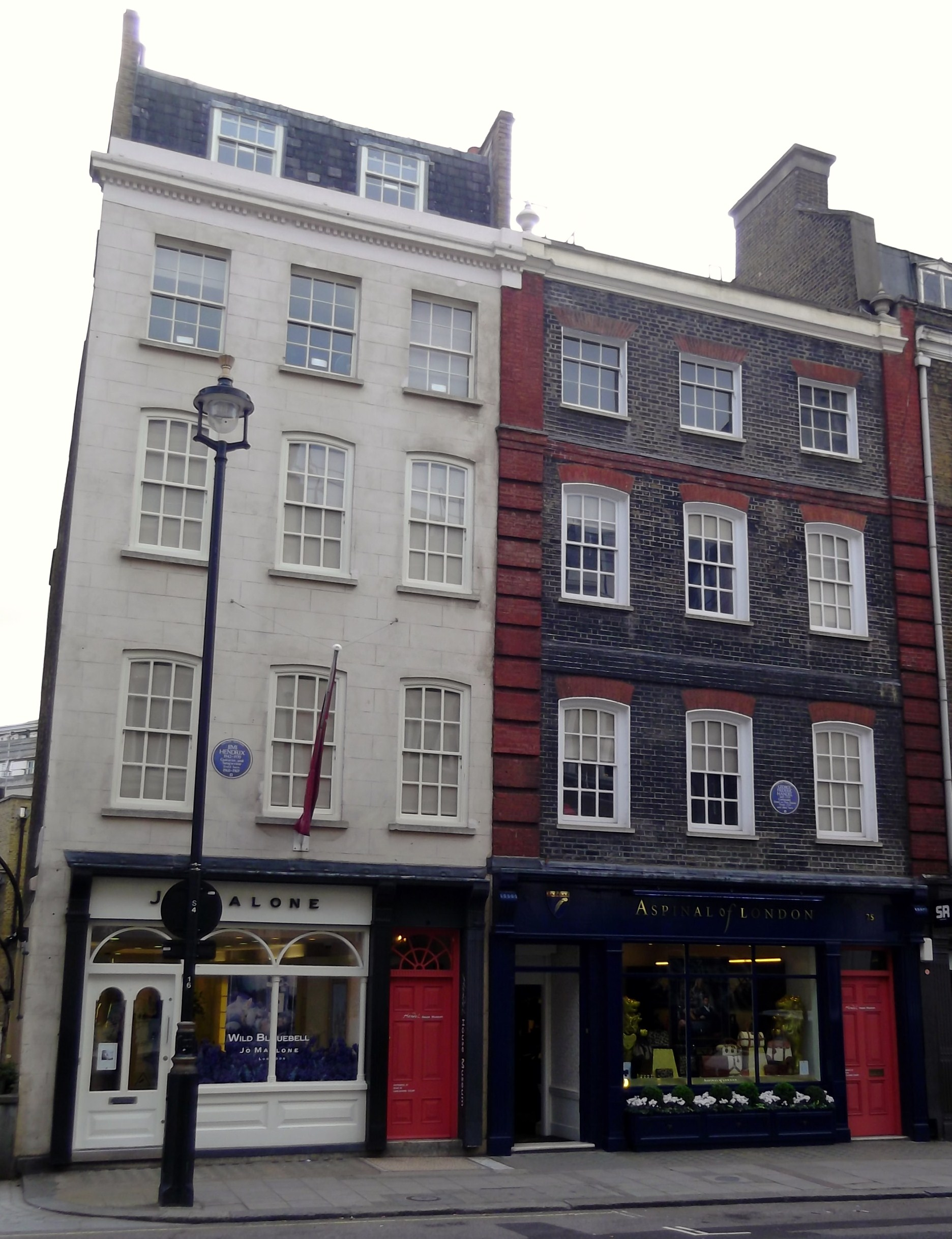
Nos números 23 a 25, Brook Street, Mayfair, lar de Jimi Hendrix e George Frideric Handel, respectivamente, embora tenham mais de 200 anos de intervalo.

O Handel House Museum fica na rua Brook Street, número 25, em Mayfair, e foi inaugurado em 2001. George Frederic Handel foi o primeiro residente desta casa de 1723 até sua morte em 1759. A maioria de suas principais obras, incluindo Messias, e Music for the Royal Fireworks foram compostos aqui. O museu também incluiu uma exposição de Jimi Hendrix, que morava em um apartamento no andar superior, na vizinhança da No. 23 Brook Street, em 1968-9.
O Museu Faraday fica na rua Albermarle, em um laboratório no subsolo originalmente usado por Michael Faraday como parte de seus experimentos com rotação eletromagnética e motores na Royal Institution. Foi inaugurado em 1973 e inclui o primeiro gerador elétrico projetado por Faraday, juntamente com várias notas e medalhas.

### O negócio
Lorde Rothschild comprou a GVO, uma casa de investimento em Mayfair, em 2014. Os fundos de investimento da empresa obtiveram mais sucesso que o FTSE All-Share Index e o FTSE Small Cap Index.
A sede da Cadbury ficava no número 25 da Berkeley Square em Mayfair. Em 2007, a Cadbury Schweppes anunciou que estava se mudando para Uxbridge para cortar custos.

### Outros
Bourdon House é uma das propriedades mais antigas de Mayfair. Foi construído por Thomas Barlow entre 1723-17 como parte do plano de desenvolvimento original. Um andar adicional foi adicionado por volta de 1864-5. Em 1909, o 2º Duque de Westminster ordenou grandes reformas e a ampliação de uma ala de três andares. Ele se mudou de Grosvenor House em 1916 para isso, onde permaneceu até sua morte em 1953.
A Crewe House foi construída no final do século XVIII no local de uma casa na Curzon Street de propriedade de Edward Shepherd, um importante construtor e arquiteto de Mayfair. Foi comprado por James Stuart-Wortley, 1º Barão Wharncliffe em 1818 e ficou conhecido como Wharncliffe House. Em 1899, foi comprado por Robert Crewe-Milnes, Earl Crewe, dando seu nome atual. A casa agora faz parte da embaixada da Arábia Saudita.
Mayfair tem muitas placas azuis em edifícios, devido à proliferação de residentes importantes e reconhecidos. Na esquina da Chesterfield Street com a Charles Street, pode-se ver placas para William, Duque de Clarence e St Andrews (mais tarde o rei Guilherme IV), o primeiro-ministro Lord Rosebery, o escritor Somerset Maughan e o ícone da moda da época Beau Brummell.

## Transporte
Embora não existam estações do metrô de Londres dentro de Mayfair, há vários nos limites. Marble Arch, Bond Street e Oxford Circus ao longo da Oxford Street estão no extremo norte, enquanto Piccadilly Circus e Green Park ficam ao longo de Piccadilly no sul, junto com o Hyde Park Corner, próximo a Knightsbridge.
A estação de metrô de Down Street foi inaugurada em 1907 como "Down Street (Mayfair)". Fechou em 1932, mas foi usado durante a Segunda Guerra Mundial pelo Comitê de Ferrovias de Emergência, e brevemente por Churchill e pelo gabinete de guerra enquanto aguardava que as Salas de Guerra estivessem prontas. Embora haja apenas uma rota de ônibus na própria Mayfair, a rota C2 de 24 horas, há muitas rotas de ônibus ao longo das estradas perimetrais.

## Referências culturais

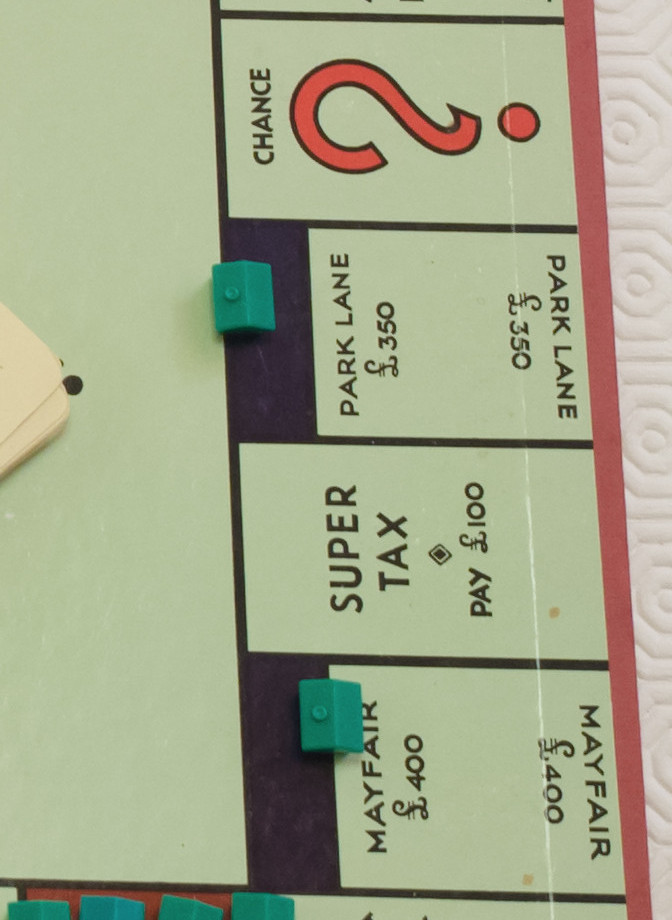
Um segmento de um conselho monopolista britânico, mostrando Park Lane e Mayfair